# Hugo der Schwarze
Hugo der Schwarze (Hugues le Noir) († 17. Dezember 952) aus der Familie der Buviniden war ab 923 Herzog von Burgund sowie ab 936 Graf der Provence. Er war der jüngste Sohn des Herzogs Richard des Gerichtsherrn († 921) und der Adelheid von Auxerre († 929) und Bruder des Königs Rudolf von Frankreich († 936). 
Hugo der Schwarze nahm 922 zusammen mit seinem Bruder an der Revolte der Robertiner gegen König Karl III. den Einfältigen teil. Er folgte seinem Bruder als Herzog von Burgund, als dieser 923 zum König von Frankreich gewählt wurde. Nach dem Tod des Bruders (936) verweigerte Hugo dem neuen König, Ludwig IV. dem Überseeischen, zunächst die Anerkennung. Der König entriss Hugo Langres, während sich zugleich Hugo Magnus der Städte Sens und Auxerre bemächtigte, womit Hugo der Schwarze fast die Hälfte seines Besitzes verlor. Hugo der Schwarze wurde in der Nähe von Nette-Seen inhaftiert, nach einem Jahr jedoch wieder freigesetzt. Er versöhnte sich 937 mit dem König, nachdem dieser mit Hugo Magnus gebrochen hatte, und ging 938 und 939 mit ihm ein formelles Bündnis gegen Hugo Magnus und Heribert II. von Vermandois ein. 940 musste die Allianz aber vor dem Eingreifen des ostfränkischen Königs und nachmaligen Kaisers Otto I. kapitulieren, der zugunsten von Hugo Magnus interveniert hatte.
König Ludwig IV. war 943 gezwungen, Hugo Magnus die burgundische Herzogsgewalt zu übertragen. Hugo der Schwarze konnte sich in seinem restlichen Besitz aber weiterhin als Markgraf (marchio) behaupten. Dadurch kam es aber zwischen Hugo dem Schwarzen und dem König zu einem erneuten Bruch, in dem Herzog Konrad der Rote von Lothringen bei einem Treffen an der Marne 950 zu vermitteln versuchte.
Hugo der Schwarze war nicht verheiratet. Sein Erbe teilte er unter seinen beiden Schwägern auf. Er überließ Liétald die Gebiete östlich der Saône, aus denen die Grafschaft Burgund (Franche-Comté) hervorging. Die restlichen Gebiete, die sich um Autun, Troyes und Chalon-sur-Saône konzentrierten, einschließlich das damit verbundene burgundische Prinzipat übertrug er an Giselbert, der allerdings Hugo Magnus als Lehnsherren anerkennen musste.